# پارک سونگ-اوک
پارک سونگ-اوک (انگلیسی: Park Seung-ok؛ زادهٔ ۲۸ ژانویهٔ ۱۹۳۸) بازیکن فوتبال اهل کره جنوبی بود.